# Euphanta luridicosta
Euphanta luridicosta är en insektsart som beskrevs av Schmidt 1904. Euphanta luridicosta ingår i släktet Euphanta och familjen Flatidae. Inga underarter finns listade i Catalogue of Life.